# 佐井村立佐井中学校
佐井村立佐井中学校（さいそんりつ さいちゅうがっこう）は、青森県下北郡佐井村大字佐井にある公立中学校。

## 概要
- 本校は、佐井村北部に位置し、おおむね村中心部を学区としている。

## 沿革
- 1947年（昭和22年）
  - 4月1日 - 学校教育法（旧法）施行により、発足。佐井小学校校舎に併設。磯谷・長後・福浦・牛滝の各分校を設置。
  - 4月21日 - 開校式挙行。
- 1950年（昭和25年）8月10日 - 新校舎竣工。
- 1951年（昭和26年）12月12日 - 校舎第二期増築工事完了。
- 1954年（昭和29年）
  - 4月1日 - 磯谷・福浦・牛滝の各分校が昇格・独立し、磯谷・福浦・牛滝の各中学校になる。
  - 10月1日 - 長後分校が昇格・独立し、長後中学校になる。
- 1957年（昭和32年）11月3日 - 校歌制定。
- 1959年（昭和34年）11月1日 - 校旗樹立。
- 1966年（昭和41年）12月 - 特別教室・木工金工教室等竣工。
- 1968年（昭和43年）5月 - 学校給食開始。
- 1977年（昭和52年）4月 - 文部省（現:文部科学省）の体力づくり校に指定。
- 1996年（平成8年）
  - 2月 - 新校舎完成。
  - 3月 - 新校舎完成により、旧校舎解体。
- 1997年（平成9年）11月 - 校舎落成式並びに創立50周年式典挙行。
- 2006年（平成18年）4月1日 - 磯谷中学校・長後中学校を統合。
- 2019年（平成31年）4月1日 - 福浦中学校を統合[1]。
- 2021年（令和3年）5月24日 - 第1回小・中合同体育祭開催。

## 学区
- 大佐井・古佐井・原田・矢越・川目・磯谷・長後・福浦。

## 周辺
- 国道338号海峡ライン
- 津軽海峡

## アクセス
- 下北交通佐井線「佐井中学校前」バス停下車。
- 佐井村役場から、車で約2.2km・約4分。
- 佐井小学校から、約1.7km・車で約3分、徒歩で約27分。

## 出身者
- 木下千代治（政治家、青森県議会議員、旧大畑町長）

## 参考資料
- 『青森県教育史 別巻』（青森県教育委員会・1973年12月20日発行）934頁「学校沿革 中学校 佐井中学校」